# Нижнеисетский детский дом
Нижнеисетский детский дом — действовавший в 1919—1962 годах детский дом. Располагался в Свердловске на территории современного Нижне-Исетского жилого района по улице Тружеников дом 2. В детском доме размещались дети репрессированных военачальников и интеллигенции.

## История
Сиротский приют
При Храме Казанской иконы Божией Матери в 1900 году был открыт сиротский приют, в котором воспитывалось 9 детей, к 1905 году здесь числилось 10-20 воспитанников. Приют существовал в отдельном здании. Приют содержался из средств верующих и на пожертвования управляющего Нижнеисетского завода, а также за счёт вознаграждений от работ воспитанников на мельнице. В Казанской церкви стоял ящик для сбора пожертвований сиротам, к столбу была прикреплена железная кружка с прорезью в копейку и надписью «Пожертвуйте ради Христа».
Детский дом
В 1919 году сиротский приют был переименован в Нижне-Исетский детский дом, числилось 80 воспитанников. Начальное пятилетнее образование получали в «Красной школе», где предметы были только математика, русский, арифметика, география и обществознание. В 1925—1934 годах начальное образование получали в «Белой школе». Детский дом занимал белое двухэтажное здание, в 1935/1936 году Наркомом был построен двухэтажный деревянный с двумя подъездами дом. Возник детский городок. В голодные годы дети кушали скудно, умирали от тифа, а живые дети их хоронили. Пара валенок были на двоих, пальто на двоих, учебники на двоих.
Годы репрессий
27 сентября 1937 года в детский дом прибыли дети «врагов народа», осуждённых по делу Тухачевского: Вета Гамарник, Светлана Тухачевская, Мира Уборевич, Вячеслав Фельдман. По свидетельству В. И. Уборевич, которая в детском доме провела 4 года и 1 год самостоятельно «до особого распоряжения НКВД», всего в детском доме было около 30 детей репрессированных из Горького, Астрахани и Владивостока, а всего числилось около 330 детей, чьи родители были раскулачены и погибли на лесозаготовках или от голода. Переписываться с матерями не давали в течение года. В 1938 году здесь было уже 250 воспитанников.
Была создана комсомольская организация. Первые комсомольцы — Михаил Примак, Иван Лощановский, Артём Мосин, Вячеслав Петров (первый секретарь комсомольской организации).
Из приказа НКВД СССР № 00309 «Об устранении извращений в содержании детей репрессированных родителей в детских домах» от 20.05.1938 года «Воспитанники Нижне-Исетского детдома Свердловской области Тухачевская, Гамарник, Уборевич и Штейнбрюк высказывают к.-р. пораженческие и террористические настроения. Для прикрытия своей к.-р. деятельности вступили в комсомол. Указанная группа детей проявляет террористические намерения против вождей партии и правительства в виде акта мести за своих родителей. Приказываю: Устранить привилегированное положение, созданное в некоторых домах для детей репрессированных родителей в сравнении с остальными детьми. Проверить руководящий состав и кадры воспитателей детдомов, очистив их от непригодных работников». В конце декабря 1938 года директором детского дома был назначен Владимир Константинович Смирнягин.
Согласно документам успеваемость в 1938/39 учебном году в детском доме достигла 95 %, и что были проведены беседы о героях озера Хасан. Также впервые было проведено заочное областное соревнование стрелков Нижнеисетского детдома с Верхотурским детдомом № 2, в котором победил Нижнеисетский детдом. Начались занятия по скрипке. В отчетах отражено, что воспитанники Нижнеисетского детдома — Осовец, Убровина, Гессарабова хорошо играли на скрипке. Людмила Гулёнкина заняла первое место, а Истомина Рита — второе место по сольному пению на Свердловском областном смотре детского творчества в 1939 году. В 1939 году Нижне-Исетский дом занял первое место по хоровой работе на Свердловском областном смотре детского творчества, за что получил премию в 7000 рублей на приобретение духового инструмента (позже переданного в 1943 году Уральскому танковому корпусу), а также Михаил Мазай занял первое место в танцах, а Иван Лощановский — первое место на игре на баяне. Летом 1938 года в детский дом был переведён Фридрих Шолохович и по его воспоминанием, в детдоме у всех была одинаковая одежда, отличников награждали хорошими брюками или платьем, а вот детей «врагов народа» никогда. В 1939 году он был принят в комсомол, а в 1940 году он смог перевести свою сестру Неллю из детдома Челябинской области в Нижнеисетский детский дом.
В 1940 году Свердловский облисполком, удовлетворяя просьбу Нижнеисетского детского дома, передал здание Казанской церкви под клуб детского дома и выделил 50 000 рублей на его переоборудование. В марте 1940 года детский дом получил 16-ти инструментальный духовой оркестр стоимостью 5000 рублей присланного из Ленинграда. 1 мая 1940 года в здании церкви был открыт клуб. В октябре 1940 года были открыты токарная (с 15 станками), слесарная (верстаки от завода), модельная, сапожная и швейная мастерская (с несколько ножными швейными машинами). Подсобное хозяйство было открыто ещё в 1939 году.
Годы Великой Отечественной войны
В 1941 году в детский дом стали прибывать эвакуированные подростки с Украины, Ленинграда, Москвы. Численность детского дома выросла до 400 воспитанников. В конце января 1942 года группа воспитанников детского дома приняла участие в разгрузке оборудования эвакуированного завода на железнодорожной станции. Станки разгружались с платформ и погружались в машины, по их воспоминаниям, было холодно и темно, приходилось жечь костры даже на платформах. Затем вместе с грузовиками и станками детдомовцы отправились на новое место этого завода, в лес. Утром был небольшой сон и питание, а затем колотили помосты, ставили станки, здесь же в лесу, к вечеру протягивали провода с лампочками. Мороз был градусов 40. Телогрейки и шапки-ушанки не спасали, любая остановка и тело промерзало до костей. Так начиналось строительство Уралхиммаша. Трудовой коллектив (мастера, бригадиры и детдомовцы) перешли на казарменное положение, спали на наспех сооружённых дощатых койках. Директор говорил, что завод должен приступить к выпуску продукции. Строительству помогали все, пришли жители посёлка Нижне-Исетска, приехали военные. Приказ Сталина И.Ф. был выполнен, завод был запущен за две недели.
В годы войны учеба не прекращалась, в школе учились по 5-6 часов, затем работали в мастерских по 4 часа, где воспитанники выполняли оборонный заказ. Шили военным в госпиталь комбинезоны, а также в мастерских мальчики делали ящики для боеприпасов, а девочки шили варежки и рубашки для бойцов, маскировочные халаты, нижнее бельё для солдат. Иногда приходилось шить и по ночам. С первого класса воспитанники работали в подсобном хозяйстве, на посевных и уборочных компаниях, а также на плодоовощной станции. Формировалась группы ребят, которые на месяц уезжали на сбор грибов и ягод. Также занимались сенокосом, вставая в 4 утра. Тяжелая выдалась уборка картофеля в колхозе «Елизавет» осенью 1942 года, спя под стогом сена, в сильный ветер и дождь, в грязь убирали воспитанники картофель, не оставляя ничего на полях. Детдомовцы обеспечивали себя овощами, картофелем, редькой, морковью, репой, капустой и горохом, вареньем, соленьем грибов на 1942/1943 год. Летом же 1942 года проводили большой ремонт помещений двух интернатов, построили новый цех и покрыли его черепицей. Сами кололи и заготавливали дрова на зиму, стирали, гладили, убирали помещения, чинили бельё, доставляли воду, несли дежурства по кухне. Большинство выпускников детского дома после выпуска с 14 лет шли работать на ФЗО Уралхиммаша, поселялись на квартирах в Нижне-Исетске.
В сентябре 1941 года в помещение детского дома был открыт модельный цех Уралхиммаша (завод № 726), в котором воспитанники работали и учились по специальности модельщик. Так в июне 1942 года в модельный цех Уралхиммаш были взяты на работу 10 воспитанников, которые образовали комсомольско-молодёжную бригаду. В 1942 году клуб детского дома в здании бывшей церкви был отдан под клуб завода Уралхиммаш. Трудоустроенные воспитанники продолжили обучение в школе рабочей молодёжи с сентября 1943 года.
Вета Гарманик и Ира Ковалёва, окончив курсы медсестёр, работали санитарками в Свердловском госпитале, Светлана Тухачевская медсестрой в Нижне-Исетской госпитале, Мира Уборевич — библиотекарем в школе. Рита Истомина, закончив 7 класс, стала инструктором в швейной мастерской, где учила  1-4 классы шитью. А в 1943 году Рита Истомина и Михаил Юрьев устроились на санитарный поезд №95, где днём работали в вагонах за медсестёр и санитарок, работали и на кухни, а вечером шли по вагонам с концертом для раненных, пели песни, танцевали. Многие очень тяжело переносили ранения, и им помощь была необходима. Штейнбрюк Гизелла Оттовна также окончила курсы медсестер, работала в тыловом госпитале. Светлана Тухачевская, Фридрих Шолохович и Гизелла Штейнбрюк поступили в Свердловский университет. Мира Уборевич поступила в Московский архитектурный институт. Гизелла Штейнбрюк  закончила в 1945 году исторический факультет Свердловского университета.
Реорганизация детского дома
В 1948 году состоялся первый выпуск после 10-го класса, по достижении 17 лет. 8 марта 1949 года детский дом реорганизован в детский дом № 3 с начальной школой, и в детский дом № 8 со средней школой. 1 сентября 1959 года детский дом № 8 вновь реорганизован в детский дом № 2 со своей средней школой № 117 (5—10 классы). 1 августа 1962 года Нижне-Исетский детский дом ликвидирован, на базе которой создана школа-интернат № 2. 2 апреля 1965 года школа-интернат № 2 реорганизована в Свердловскую специальную школу для малолетних правонарушителей.
В XXI веке в одном из здании детского дома расположилось наркологическое отделение Областной психиатрической больницы № 6. Остальные здании пришли в полуразрушенное состояние.

## Памятник
8 марта 1882 года на средства Нижнеисетского завода был установлен памятник императору Александру II — 2-х саженная серая мраморная колонна, на верху которой бронзовый бюст императора, а под ним надпись «Царю-освободителю императору Александру II-му», на обратной стороне «8-го марта 1882 года», в венке «8 марта 1861 г.». После 1917 года бюст Александра и надписи были сняты. Временно был установлен гипсовый бюст Карла Маркса, затем была установлена советская звезда.
В июле 1969 года был торжественно открыт обелиск с надписью «Воспитанникам Нижне-Исетского детского дома, погибшим на фронтах Великой Отечественной войны 1941-1945 гг.». С войны не вернулись следующие воспитанники: Адамов Владимир Сергеевич, Лащеновский Иван Михайлович, Русаков Сергей Игнатьевич, Петров Вячеслав С., Бочкарев Михаил И., Примак Михаил, Ленский В., Фоминых Василий, Азеев Сергей, Мельников Михаил.
С 1987 года Совет ветеранов завода Уралхиммаш следят за чистотой памятника, а на 9 мая возлагаются цветы.

## Выпускники
- Иван Михайлович Лащеновский (1921);
- Михаил Мельников.
- Уборевич, Владимира Иеронимовна (1924)

- А.Н. Шмонтьев, слесарь-сборщик на заводе Уралхиммаш,
- Василий Зайков, член комсомольско-молодёжной бригады модельного цеха Уралхиммаш, закончил Свердловский техникум химического машиностроения, модельщик, бригадир, мастер, заведующий распределительного бюро цеха, зам. начальника цеха, «Ветеран завода».
- Филипп Забазнов, член комсомольско-молодёжной бригады модельного цеха Уралхиммаш, бригадир, нормировщик, мастер модельного цеха, награждён медалью «За доблестный труд в Великой Отечественный войне 1941-1945 годов», «Ветеран завода».
- Наталья Куприяновна Пиунова

- Шолохович Фридрих Акимович, профессор физико-математических наук УрГУ;
- Шолохович Нелля Акимовна
- Кочнева Валентина Васильевна, учитель истории школы №86;
- Смирнягина Регина Семеновна, учитель начальных классах школы №86;
- Заплатин Василий Тимофеевич, ветеран войны, жил на Химмаше, скончался в 2009 году;
- Артём Г. Мосин;
- Михаил Примак;
- Иван Малых;
- Яков Яковлев;
- Иван Носков;
- Адамов Владимир Сергеевич (1922);
- Русаков Сергей Игнатьевич (1923);
- Пётров Вячеслав Семёнович
- Тамара Шутова;
- Михаил Юхнев.

## Воспитатели детского дома
- Владимир Константинович Смирнягин (директор детского дома 1938-01.08.1950);
- Артём Г. Мосин (директор детского дома 01.08.1950—);
- Матвеев, Владимир Сергеевич — воспитатель в 1928—1929 годах;
- Жиженко Пётр Якимович — завуч детдома;
- Евдокия Петровна (тётя Дуня) — ночная няня;
- Чащин (директор детского дома 1938—1938);
- Константин Васильевич Большаков.
- Карпов Н.А. — военрук детдома
- Зверев Александр Алексеевич — воспитатель, заведующий вторым интернатом, заместитель директора детдома до 1949 года, директор Малоистокского детдома с 1949 года.

## Галерея
|  |  |  |  |  |
|  |  |  |  |  |

|  |  |  |  |  |
|  |  |  |  |  |